# Thecla thius
Thecla thius är en fjärilsart som beskrevs av Jacob Hübner 1832. Thecla thius ingår i släktet Thecla och familjen juvelvingar. Inga underarter finns listade i Catalogue of Life.